# Ordre de bataille lors de la bataille d'Heilsberg
Ce qui suit est l'ordre de bataille des forces militaires françaises présentes lors de la bataille de Heilsberg, qui eut lieu le 10 juin 1807.

## Armée française,Saxonnewurtembourgeoise,bavaroise
- Commandant en chef : Napoléon Bonaparte
- Chef d'état-major : maréchal Louis-Alexandre Berthier, prince de Neuchatel
- Commandant de la Cavalerie : maréchal Joachim Murat

### Garde impériale
Commandant général Anne Jean Marie René Savary
- 1re Brigade du général François Xavier Roussel
  - régiment de Fusilier-Grenadiers de la Garde Impériale [2 bats] : colonel-major Jean-Parfait Friederichs
  - régiment de Fusilier-Chasseurs de la Garde Impériale [2 bats] : colonel-major Joseph Boyer de Rébeval
- 2e Brigade 
  - Régiment de Chasseurs à cheval de la Garde impériale [4-6 esc]
  - Artillerie - colonel Grenier - 2 batteries à cheval

 Le régiment de chasseurs à cheval de la garde impériale fait mention de la bataille d'Heilsberg dans ses traditions.

### IVecorps d'Armée
Commandant : maréchal Soult, duc de Dalmatie
- Corps d'artillerie : 2 batteries dont une à cheval
- Corps du génie : colonel Cabeau - 2 compagnies de pontonniers
- Corps de cavalerie :
  - Brigade de Cavalerie Légère : colonel Soult
    - 8e régiment de hussards (333 h)
    - 16e régiment de chasseurs à cheval (300 h)
    - 26e régiment de chasseurs à cheval (513 h)
- 1re division d'infanterie : général de division Louis-Vincent Saint Hilaire (9 908 h)
  - 1re brigade du général de brigade Jacques Lazare Savettier de Candras
    - 10e régiment d'infanterie légère [2 btn] : colonel Pierre Berthezene
    - 14e régiment d'infanterie de ligne [2 btn] : colonel Jean-François Henriod

  - 2e brigade, dite Buget : général de brigade Claude Joseph Buget
    - 22e régiment d'infanterie de Ligne [2 btn] : colonel Claude Joseph Armand
    - 36e régiment d'infanterie de ligne [2 btn] : colonel Pierre-André-Hercule Berlier

  - 3e brigade du général de brigade Guillaume Latrille de Lorencez
    - 43e régiment d'infanterie de ligne [2 btn] : colonel Jean-Claude Baussin
    - 55e régiment d'infanterie de ligne [2 btn] : colonel René Perier

  - Artillerie divisionnaire : 2 batteries à pied
- 2e Division d'infanterie, dite division Saint-Cyr : général de division Claude Carra Saint-Cyr (9.275h)
  - 1re Brigade du général de brigade Guillaume-Raymond-Amant Vivies
    - 24e régiment d'infanterie légère [2 btn] : colonel Bernard Pourailly

  - 2e Brigade du général de brigade François-Pierre-Joseph Amey
    - 4e régiment d'infanterie de ligne [2 btn] : colonel Louis-Léger Boyeldieu
    - 28e régiment d'infanterie de ligne [2 btn] : colonel Jean-François Toussaint

  - 3e Brigade du général de brigade Claude-François Ferey
    - 46e régiment d'infanterie de ligne [2 btn] : colonel Joseph-Pierre Richard
    - 57e régiment d'infanterie de ligne [2 btn], le Terrible : colonel Jean-Pierre-Antoine Rey

  - Artillerie divisionnaire : 2 batteries à pied
- 3e Division d'infanterie du général de division Claude Juste Alexandre Legrand (8 964 h)
  - 1re Brigade du général de brigade François Roch Ledru des Essarts
    - 26e régiment d'infanterie légère [2 btn] : colonel François-René Pouget
    - 18e régiment d'infanterie de ligne [2 btn] : colonel Jean-Baptiste Ambroise Ravier

  - 2e Brigade : général de brigade Thomas Mignot de Lamartiniere
    - 75e régiment d'infanterie de ligne [2 btn] : colonel Charles-Joseph Buquet
    - 105e régiment d'infanterie de ligne [2 btn] : colonel Pierre-Joseph Habert

  - 3e Brigade : général de brigade Pierre Charles Pouzet (979 h)
    - Bataillon de Tirailleurs corses
    - Bataillon de Tirailleurs du Pô (en)

  - Artillerie divisionnaire : 2 batteries à pied

### Corps de réserve
Commandant : maréchal d'Empire Jean Lannes, duc de Montebello
- Corps de cavalerie :
  - Brigade de cavalerie légère : général de brigade von Besser
    - 3 escadrons de cuirassiers saxon
    - 2 escadrons de cavalerie légère saxonne
- 1re Division d'infanterie du général de division Nicolas-Charles Oudinot (11 400 h.)
  - 1re Brigade du général de brigade François Amable Ruffin (3 398 h.)
    - 1er régiment provisoire (2 bataillons)
    - 2e régiment provisoire (2 bataillons)

  - 2e Brigade du général de brigade Nicolas François Conroux (3 031 h.)
    - 3e régiment provisoire (2 bataillons)
    - 4e régiment provisoire (2 bataillons)

  - 3e Brigade du général de brigade Louis-Jacques de Coehorn (3 350 h.)
    - 5e régiment provisoire (2 bataillons)
    - 6e régiment provisoire (2 bataillons)

  - 4e Brigade du général de brigade Joseph Jean-Baptiste Albert (1 665 h.)
    - 7e régiment provisoire (2 bataillons)
    - 8e régiment provisoire (2 bataillons)

  - artillerie divisionnaire : 1/2 batterie à pied et une batterie à cheval
  - corps du génie : 1 compagnie de sapeurs
  - corps de cavalerie : 9e régiment de hussards (659 h.)
- 2e Division d'infanterie : général de division Jean Antoine Verdier (6 239 h.)
  - 1re Brigade du général de brigade Jean Isidore Harispe
    - 3e régiment d'infanterie de ligne (2 bataillons) : colonel Laurent Schobert
    - 72e régiment d'infanterie de ligne (2 bataillons) : colonel Florentin Ficatier

  - 2e Brigade du général de brigade Dominique-Honore-Antoine-Marie Vedel
    - 2e régiment d'infanterie légère [1 btn] : colonel Michel Silvestre Brayer
    - 12e régiment d'infanterie légère (2 bataillons) - colonel Jean-Baptiste Jeanin

  - Artillerie divisionnaire : 1 à 2 batteries à pied
- 3e Division d'Infanterie - Général von Polentz (Saxon)
  - Brigade -
    - Grenadiers Saxons (2 bataillons)

  - Brigade -
    - Fusiliers Saxons (4 bataillons)

  - Artillerie divisionnaire : 2 batteries

### Réserve de Cavalerie
Commandant : maréchal d'Empire Joachim Murat
- Division de Cavalerie Légère du général Antoine-Louis-Charles Lasalle (2 700 h.)
  - Brigade du général Claude-Pierre Pajol
    - 5e régiment de hussards (3 escadrons) - colonel Pierre-Cesar Dery
    - 7e régiment de hussards (3 escadrons) - colonel Pierre-David Colbert
    - 3e régiment de chasseurs à cheval (3 escadrons) - colonel Henri François Marie Charpentier

  - Brigade du général Antoine-Jean-Auguste-Henri Durosnel
    - 7e régiment de chasseurs à cheval (3 escadrons) - colonel Hippolyte-Marie-Guillaume Pire
    - 20e régiment de chasseurs à cheval (3 escadrons) - colonel Bertrand Pierre Castex
    - 22e régiment de chasseurs à cheval (3 escadrons) - colonel Étienne-Tardif de Pommeroux Bordesoulle

  - Brigade du général François Isidore Wathiez
    - 11e régiment de chasseurs à cheval (3 escadrons) - colonel Charles-Claude Jacquinot
    - 2e Chevau-légers Bavarois (3 escadrons) (260h)
    - Chevau-légers Wurtembourgeois(3 escadrons) (388h)
- 1re Division de Dragons du général Latour-Maubourg (2 900 h.)
  - Brigade du général André Thomas Perreimond
    - 1er régiment de dragons (3 escadrons) - colonel Paul-Ferdinet-Stanislas Dermoncourt
    - 2e régiment de dragons (3 escadrons) - colonel Pierre Ismert (ou Sylvain Prive ?)

  - Brigade du général Alexandre Elisabeth Michel Digeon
    - 4e régiment de dragons (3 escadrons) - colonel Auguste-Étienne-Marie Lamotte
    - 14e régiment de dragons (3 escadrons) - colonel Joseph Bouvier des Éclaz

  - Brigade du général Ignace-Laurent-Stanislas d'Oullenbourg
    - 20e régiment de dragons (3 escadrons) - colonel Jean-Baptiste Juvénal Corbineau
    - 26e régiment de dragons (3 escadrons) - colonel Vital Joachim Chamorin (ou Pierre Delorme ?)

  - Artillerie divisionnaire : 1 batterie à cheval
- 3e division de Dragons du général Edouard Jean-Baptiste Milhaud (2 000 h.)
  - Brigade du général Pierre Honoré Anne Maupetit
    - 5e régiment de dragons (3 escadrons) - colonel Jacques Nicolas Lacour
    - 8e régiment de dragons (3 escadrons) - colonel Alexandre-Louis-Robert Girardin d'Ermenonville

  - Brigade du général Césaire Alexandre Debelle
    - 9e régiment de dragons (3 escadrons) - colonel Mathieu Queunot
    - 12e régiment de dragons (3 escadrons) - colonel François Girault de Martigny

  - Brigade du général Nicolas Martin Barthélemy
    - 16e régiment de dragons (3 escadrons) - colonel Sébastien Viala
    - 21e régiment de dragons (3 escadrons) - colonel Jean-Baptiste Charles René Joseph Mas de Polart

  - Artillerie divisionnaire : 1 batterie à cheval
- 2e division de Grosse Cavalerie du général Saint-Sulpice (1 800 h.) 
  - Brigade du général ?
    - 1er régiment de cuirassiers (4 escadrons) - colonel Marie Adrien François Guiton
    - 5e régiment de cuirassiers (4 escadrons) - colonel Quinette

  - Brigade du général ?
    - 10e régiment de cuirassiers (4 escadrons) - colonel Samuel Lhéritier de Chézelles
    - 11e régiment de cuirassiers (4 escadrons) - colonel Louis Marie Baptiste de Brancas

  - Artillerie divisionnaire : 1 batterie à cheval
- 3e division de Grosse Cavalerie du général Jean-Louis-Brigitte Espagne (1 800 h.)
  - Brigade du général Nicolas Reynaud
    - 4e régiment de cuirassiers (4 escadrons) - colonel Fulgent Herbault
    - 6e régiment de cuirassiers (4 escadrons) - colonel Archange-Louis Rioult d'Avenay

  - Brigade du général Albert-Louis-Emmanuel Fouler
    - 7e régiment de cuirassiers (4 escadrons) - colonel François Joseph Offenstein
    - 8e régiment de cuirassiers (4 escadrons) - colonel Jean-Baptiste Gabriel Merlin

  - Artillerie divisionnaire : 1 batterie à cheval

## Armée russe
- Commandant en chef : général comte Levin August von Bennigsen
- Chef d'état-major : général-major Steinheil

### Cosaques
Commandant ataman Matveï Platov
- Brigade - 3 régiments de cosaques
- Brigade - 2 ou 3 régiments de cosaques

### Avant-garde
Commandant général prince Piotr Ivanovitch Bagration
- Division du général-major Nikolaï Nikolaïevitch Raïevski
  - Brigade de chasseurs - colonel Ogarev
    - 20e régiment de chasseurs (2 bataillons ?) - Karl Ivanovitch von Bistram
    - 23e régiment de chasseurs (2 bataillons ?) - lieutenant-colonel Martyn Leo
    - 24e régiment de chasseurs (2 bataillons ?) - lieutenant-colonel Egor Ivanovitch Vlastov

  - Jäger Brigade - colonel Fritzsch
    - 25e régiment de chasseurs (2 bataillons ?) - lieutenant-colonel Markov
    - 26e régiment de chasseurs (2 bataillons ?) - colonel ?
- Division du major-général Karl Fiodorovitch Baggovout
  - Brigade de chasseurs 
    - 3e régiment de chasseurs - colonel Ivan Vassilievitch Sabaneiev
    - 4e régiment de chasseurs - colonel Grigori Nikolaievitch Frolov
    - 5e régiment de chasseurs - colonel Fedor Ivanovitch Pantenius
    - 7e régiment de chasseurs - colonel Pavel Petrovitch Tolboukhine

  - Brigade de cavalerie - colonel Dmitri Dmitrievitch Chepelev
    - Hussards de Grodno - colonel Stepan Matveievitch Bibikov
    - Hussards de Pavlograd - colonel baron Alexandre III Vladimirovitch von Rosen

  - Artillerie divisionnaire : batteries à cheval (12 pièces)
- 6e division (en partie) - général-major Lvov
  - Brigade - colonel Nikolaï Ivanovitch Verderovski
    - 2e régiment de chasseurs - colonel Karl Isakovitch Loeble
    - mousquetaires de Kexholm (3 bataillons) - colonel Nikolaï Fedorovitch Ladyjenski

  - Brigade - général-major Vassili Sergeievitch Rahmanov
    - mousquetaires de Nisov (3 bataillons) - lieutenant-colonel Makroniki
    - mousquetaires de Revel (3 bataillons) - major Egor Richter ?

  - Brigade de cavalerie (détachée) -
    - cavalerie Tartare (10 escadrons) - lieutenant-colonel Karl Bogdanovitch von Knorring
    - dragons de Kiev (5 escadrons) - colonel Otto Rehbinder (ou colonel Egor Emmanuel ?)

  - Artillerie divisionnaire : 
    - une demi-batterie cosaque

### 1religned'infanterie
Commandant général prince Andreï Ivanovitch Gortchakov
- 6e division (part) - lieutenant-général Karl Fedorovitch Knorring
- 8e division - lieutenant-général Essen
- Division de réserve - général-major Nikolai M. Kamenski

### Cavalerie de l'aile droite et du centre
Commandant lieutenant-général comte Fiodor Petrovitch Ouvarov
- Brigade de cavalerie - général-major Anastasi Iourkovski
- Brigade de dragons - général-major Prince Mikhaïl Petrovitch Dolgoroukov
- Brigade de dragons (de la 7e division ?) - général-major Ilia Ivanovitch Alexeiev
- Brigade de dragons (de la 8e division ?) - général-major Fedor Ivanovitch Meller-Zakomelski

### Cavalerie de l'aile gauche et du centre
Commandant lieutenant-général prince Dmitri Vladimirovitch Galitzine
- Brigade de cavalerie - général-major Karl Ossipovitch de Lambert
- Brigade de cavalerie - général-major Ivan Semenovitch Dorokhov
- Brigade de dragons - général-major Fedor Karlovitch Korff
- Brigade de cuirassiers - général-major Sergeï Alexeievitch Kojine

Cavalerie prussienne - général-major von Rembov
- Brigade - Baczko
- Brigade - von Ziethen
- Brigade - ???

### 2deligne d'infanterie
Commandant lieutenant-général Dmitri Sergeïevitch Dokhtourov
- 3e division - lieutenant-général Titov
- 7e division - lieutenant-général Dmitri Sergeïevitch Dokhtourov
- 14e division - général-major Zakhar Dmitrievitch Olsoufiev

### Réserve
Commandant Grand-Duc Constantin Pavlovitch
- 1re Division - Grand-Duc Constantin Pavlovitch
- 2e Division - général-major Alexander Yakovlevitch Soukine

## Sources et références
- Heilsberg 1807